# Mantis religiosa
Mantis religiosa es el nombre científico de una especie de insecto mantodeo de la familia Mantidae comúnmente llamado santateresa, silbata, mamboretá, campamocha, tatadiós, cerbatana o simplemente mantis. Tiene una amplia distribución geográfica en todo el Viejo Mundo (Eurasia y África), con numerosas subespecies según las regiones. Se introdujo en Norteamérica en 1899, en un barco con plantones, y a pesar de ser una especie introducida, es el insecto oficial del estado estadounidense de Connecticut.

## Descripción

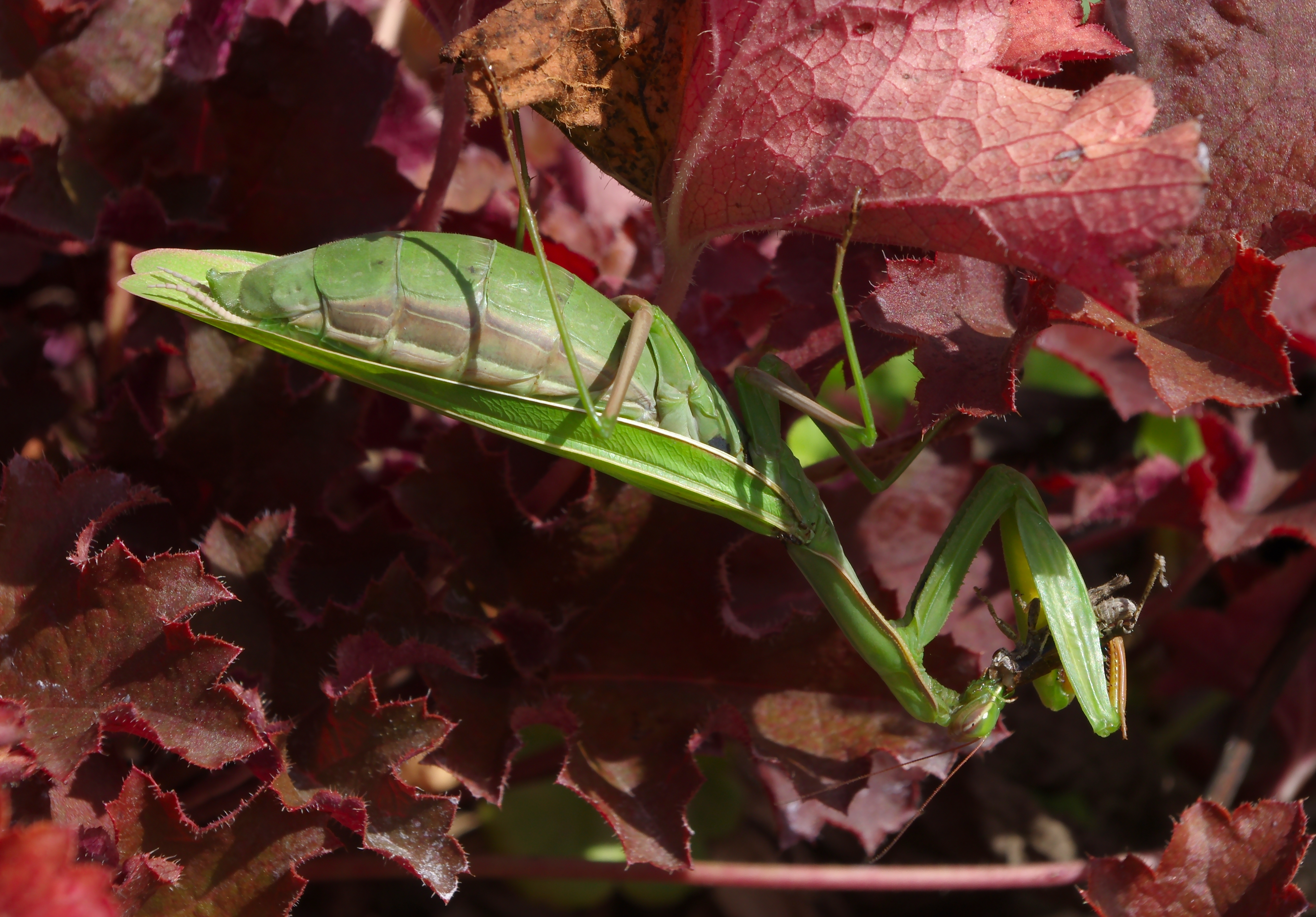
Hembra alimentándose.

Es un insecto de tamaño mediano de aproximadamente 6 a 7 cm,  con un tórax largo y unas antenas delgadas. Tiene dos grandes ojos compuestos y tres ojos simples pequeños entre ellos. La cabeza puede girar hasta 180°. Sus patas delanteras, que mantiene recogidas delante de la cabeza, están provistas de espinas para sujetar a sus presas.
Son animales solitarios excepto en la época de reproducción, cuando macho y hembra se buscan para aparearse. Cuando hay más de un macho cerca de una hembra, éstos se pelean y solo uno se aparea. Las hembras son más grandes que los machos. En la mayoría de ocasiones, durante o tras el apareamiento, la hembra se come al macho, solo en un 80% de los casos.
Pueden ser de color verde o pardo con distintos matices. El color del adulto lo determina el medio en el que habita durante su última muda (por ejemplo, amarillo, si se trata de paja seca, o verde, si es hierba fresca).[cita requerida]
Es el único insecto conocido que cuenta con un único oído que está localizado en el tórax.

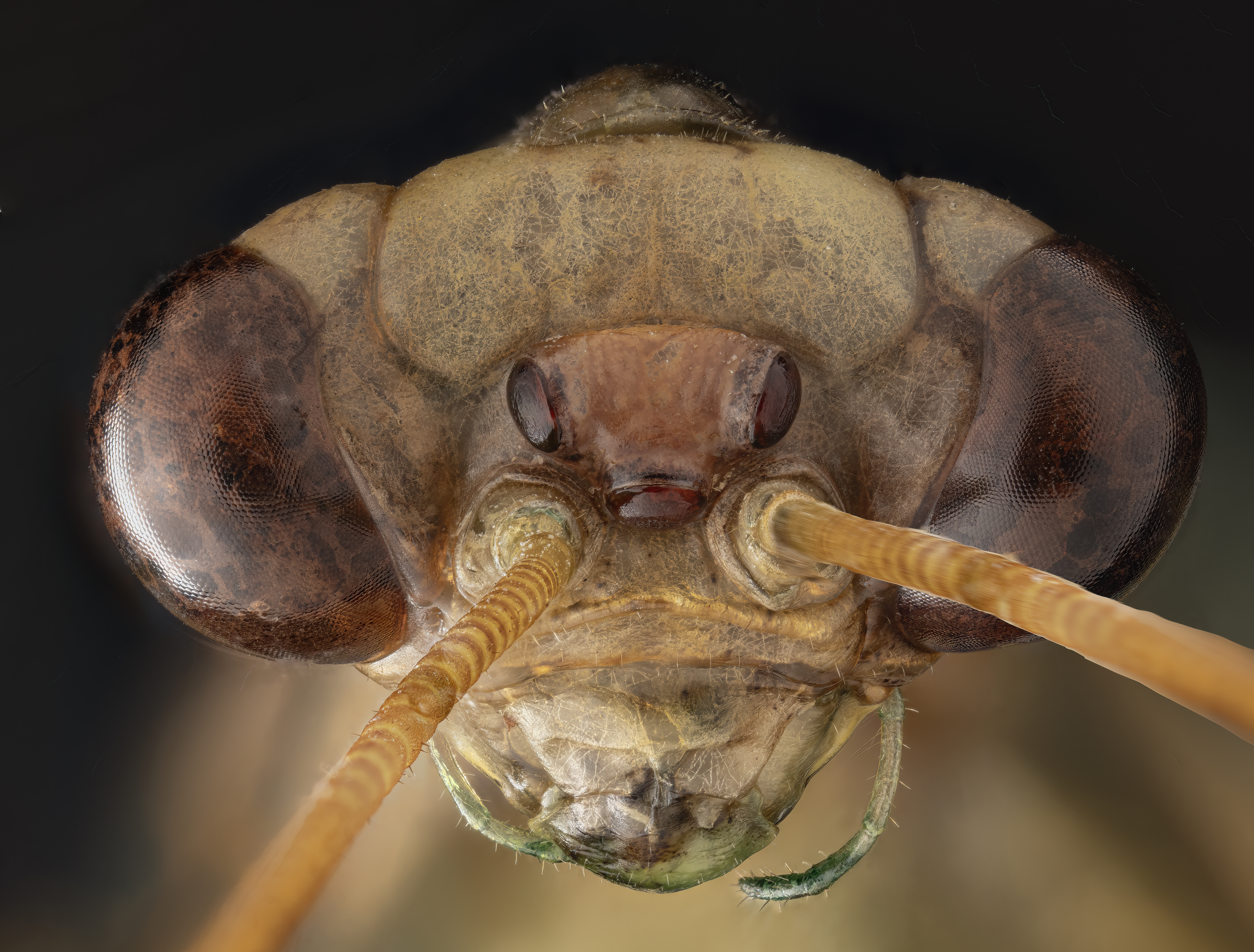
Cabeza de Mantis Religiosa, detalles.

## Subespecies
- Mantis religiosa bey-bienkoi Bazyluk, 1960 (Asia Central: Kazajistán, Tayikistán, Mongolia, Siberia)[3]
- Mantis religiosa caucasica Lindt, 1974 (Stávropol)[3]
- Mantis religiosa eichleri Bazyluk, 1960 (África: Etiopía, Burkina Faso, Ghana, Camerún, Kenia, Congo, Mauritania, Níger, Senegal, Somalia, Sudán, Tanzania, Togo, Zambia, Zimbabue)[3]
- Mantis religiosa inornata Warner, 1930 (Sur de Asia: India, Irán)[3]
- Mantis religiosa langoalata Lindt, 1974 (Uzbekistán)[3]
- Mantis religiosa latinota Lindt, 1974 (Kazajistán)[3]
- Mantis religiosa macedonica Karaman, 1961 (Macedonia del Norte)[3]
- Mantis religiosa polonica (Bazyluk, 1960) (Polonia)[3]
- Mantis religiosa siedleckii Bazyluk, 1960 (Sureste Asiático: Taiwán, Tailandia, Malasia, Java y Célebes)[3]
- Mantis religiosa sinica Bazyluk, 1960 (Asia Oriental: China, Corea, Japón y Vietnam)[3]
- Mantis religiosa major Gerstaecker, 1873 la mantis tiene las patas delanteras en forma de rezo
- Mantis religiosa religiosa Linnaeus, 1758

## Comportamiento
Alcanzan un año de vida, durante el cual mudan seis veces antes de convertirse en adultos. Para mudar se suspenden de una rama, se desprenden de la cubierta exterior o exuvia y salen por la parte anterior de la última cutícula.
Este insecto no es venenoso. Utiliza sus fuertes patas delanteras para atrapar a sus presas y devorarlas vivas.

### Alimentación
Caza al acecho, permanece inmóvil con las patas delanteras juntas (por lo que parece que está rezando), a la espera de que una presa se acerque. Cuando otro insecto se posa junto a ella, lo observa girando la cabeza (las mantis tienen muy buena vista) y lanzándose al ataque de inmediato. Hay un tipo de arte marcial inspirado en su forma de atacar. Sus patas delanteras sujetan a la víctima y la mantis comienza a alimentarse de ella inmediatamente, incluso si su presa sigue luchando para escapar. La rapidez de sus patas delanteras es tal que puede atrapar moscas en vuelo.
Las presas pueden ser devoradas en parte o en su totalidad, y dejan únicamente como restos del festín patas, alas o élitros, que la mantis deja caer al suelo. Para alimentarse, es capaz de cazar ranas, lagartijas, pequeños ratones, polillas y colibríes.
Si bien tienen preferencias por animales vivos para su alimentación, en cautiverio también pueden llegar a alimentarse de insectos muertos, siempre que alguien se los acerque a sus patas raptoras o boca, aunque su actividad predadora se ve disminuida.[cita requerida]

### Reproducción
En la época de apareamiento, la hembra, segrega feromonas, con lo que atrae al macho y es el único momento en el que machos y hembras se reúnen. Durante este período, las hembras, se vuelven muy agresivas y en ocasiones acaban por comer a su compañero durante o después del apareamiento, empezando por la cabeza y evitando dañar las zonas del sistema nervioso encargadas de la reproducción (si es durante esta). Este comportamiento está bastante mitificado ya que si bien se da con relativa frecuencia, se practica en cautiverio y es muy raro en libertad. La cópula dura unas dos horas.[cita requerida]
En el apareamiento, en primer lugar, el macho rodea a la hembra hasta saltar sobre su dorso y poner en contacto sus antenas con las de la hembra. A continuación, el macho pone en contacto sus estructuras genitales con las de la hembra y deposita el espermatóforo en el interior de esta.[cita requerida]
La puesta de los huevos se realiza en otoño y los huevos eclosionan en primavera. Pone sus huevos en montoncitos espumosos (ootecas), que adhiere a una ramita. La espuma se endurece pronto y protege los huevos hasta que se abren. Cada saco puede albergar entre doscientos y trescientos huevos pero solo unos pocos sobreviven, ya que entre ellos impera el canibalismo juvenil, perecen los que tardan en escapar de sus hermanos, disminuyendo la tasa de supervivencia.[cita requerida]

## Relación con el ser humano
La relación entre la mantis religiosa y el ser humano ha sido un tanto contradictoria ya que, por un lado, ha despertado la curiosidad y la admiración, y por otro suscita la desconfianza y el miedo; sin embargo, la mantis religiosa no es venenosa para los seres humanos y tampoco transmite enfermedades. Las mantis religiosas ven imágenes en tercera dimensión, y solo se fijan en los movimientos para cazar a sus presas, por ende, si una mantis religiosa se posara en un humano sería solo para satisfacer sus necesidades alimenticias.
Además de Mantis religiosa, se cría en cautividad a otros miembros de la familia de los mántidos, como Sphodromantis viridis (gran mantis africana).[cita requerida]

### Denominación popular
Mantis religiosa, santateresa, teresa, campamocha o mecedora (México), esperanza (República Dominicana), tara, cerbatana (Venezuela, Daimiel y Malagón en Ciudad Real), usamico, Mboi sy (en guaraní, Paraguay), tatadiós, mamboretá (Argentina, Uruguay), comepiojos, matapiojos, matacaballo, armacaballo, labadio (Colombia), maríagarcía (Porcuna, Jaén), arcalabatruca (Mijas, Málaga), marirramos (Maragateria, León), muerte (Arroba de los Montes, Ciudad Real), caballito del diablo (Villarrubia de los Ojos y Fuente el Fresno, Ciudad Real), silbata (Viso del Marqués, Ciudad Real) o mula del diablo (zonas rurales de Costa Rica).[cita requerida]

## Galería de imágenes

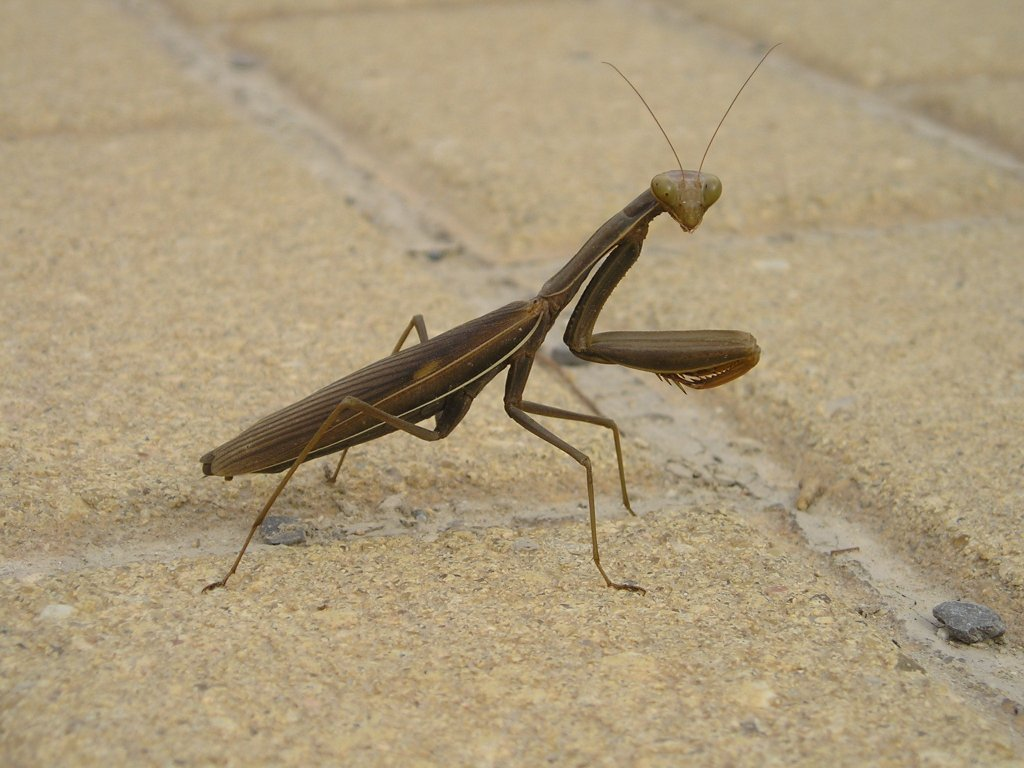
Mantis religiosa de color pardo.
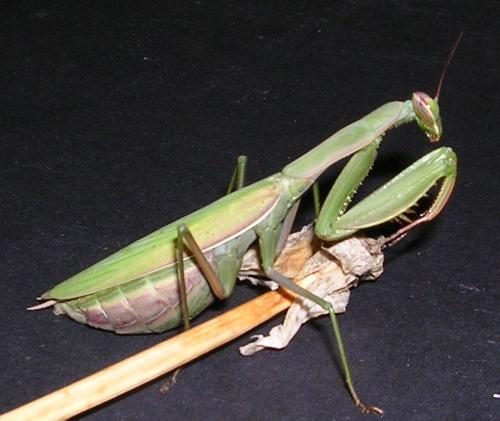
Esta mantis religiosa pronto pondrá huevos.
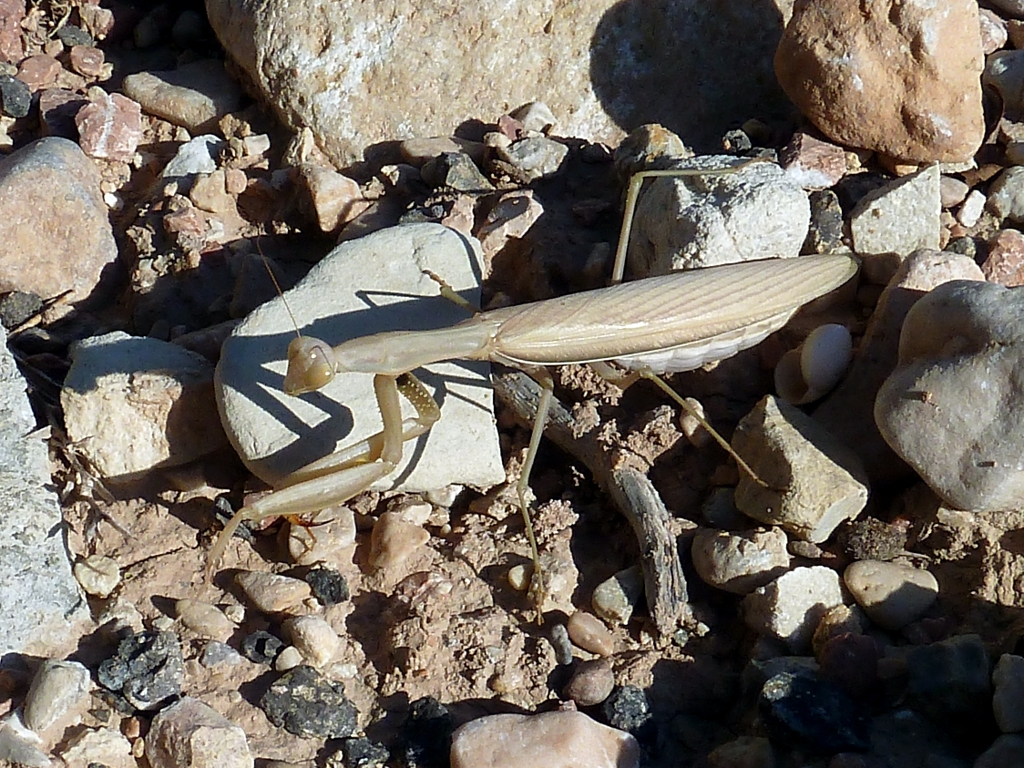
Hembra preñada; tonos miméticos.
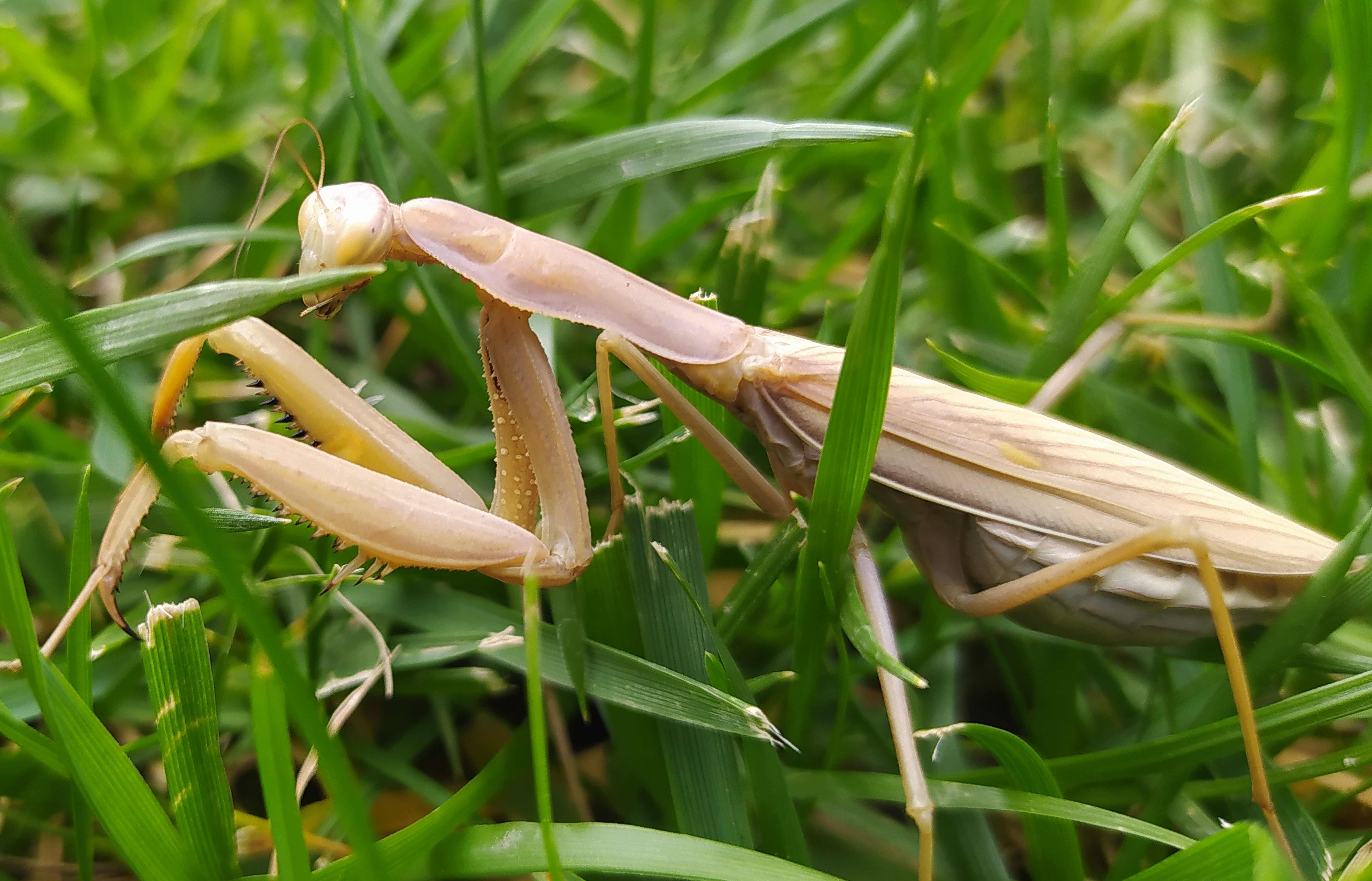
Hembra de 12 cm. en El Escorial, España.
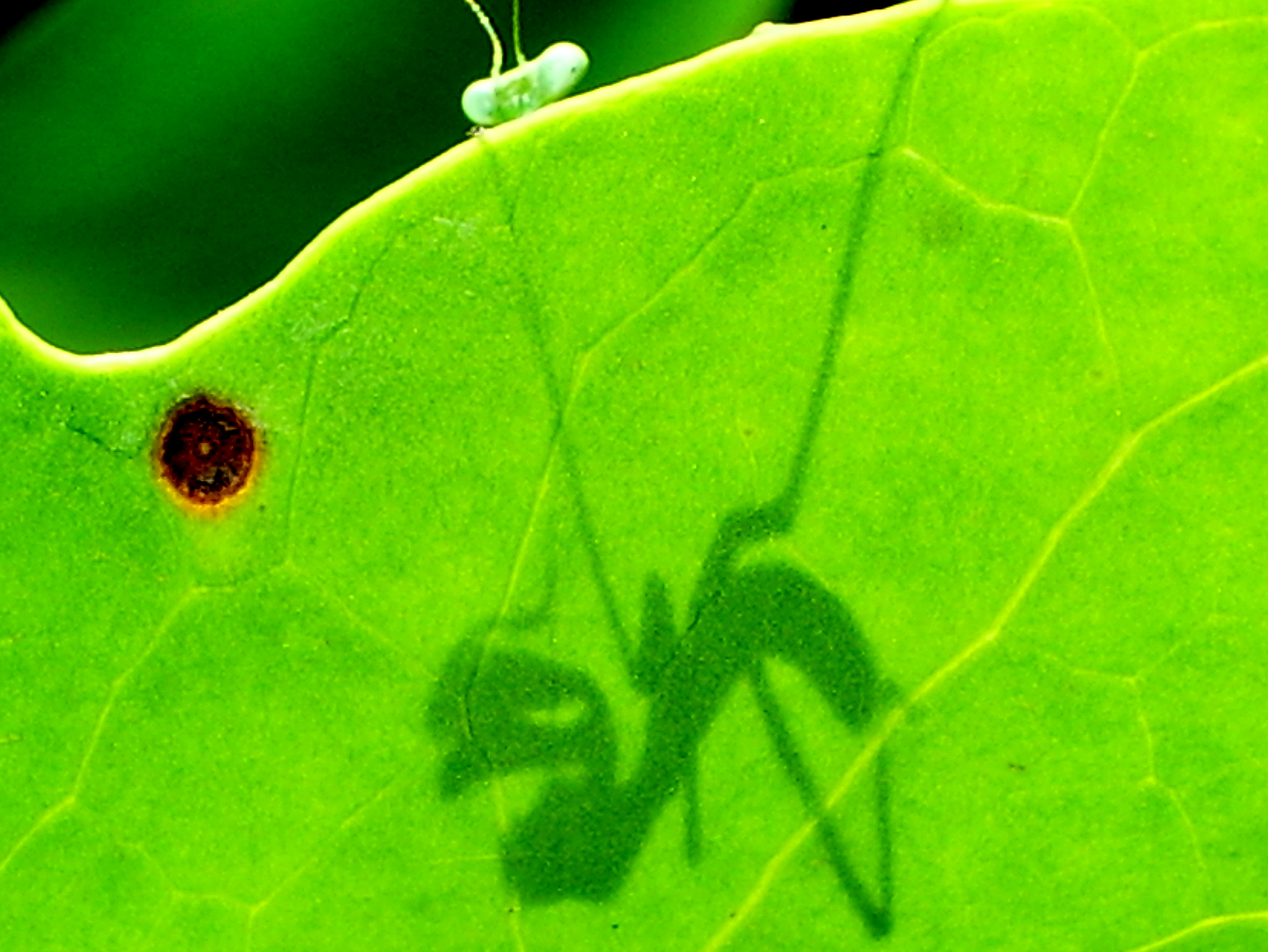
Mantis religiosa al acecho vista al trasluz.
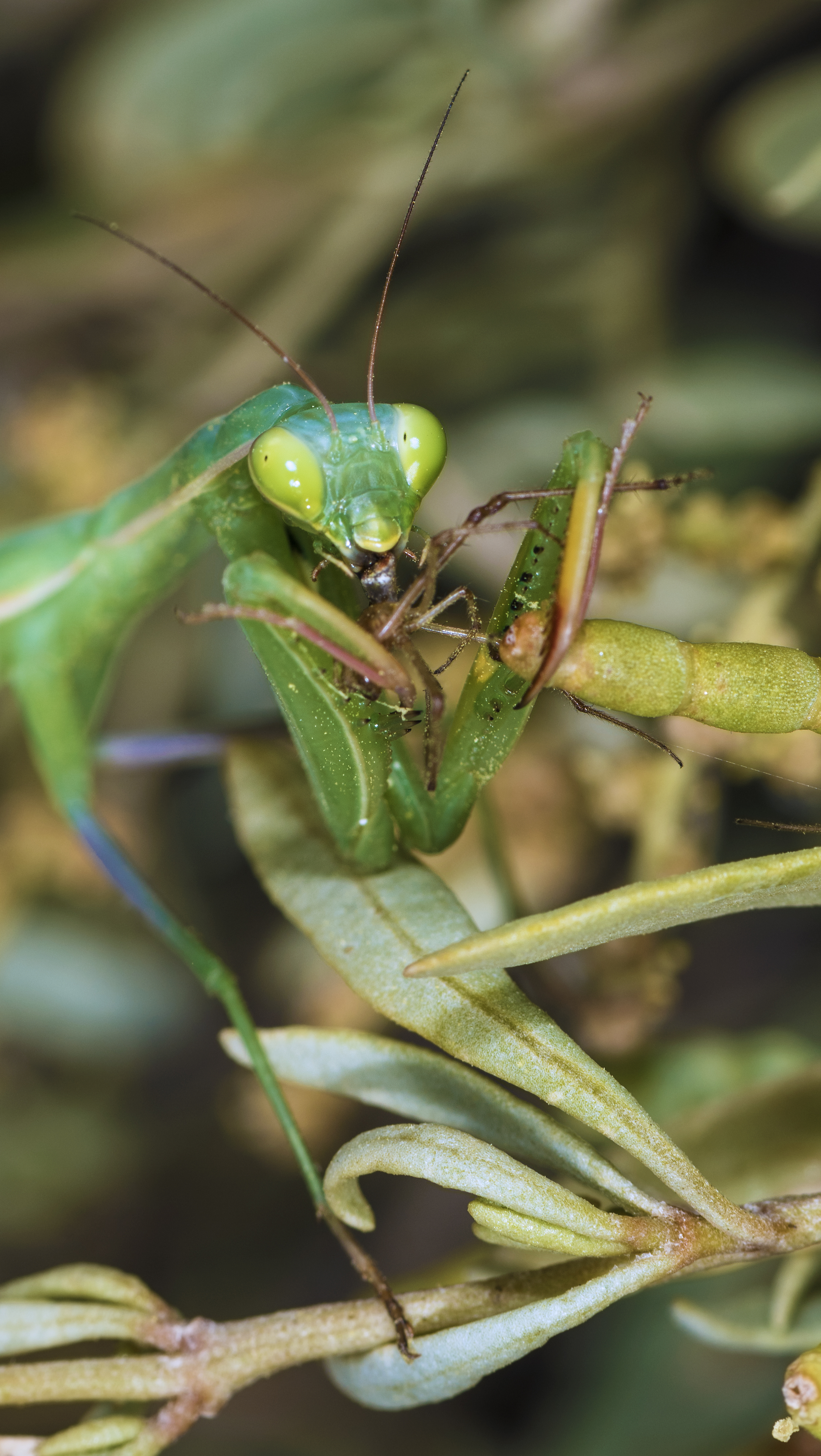
Hembra inmadura devorando una araña.
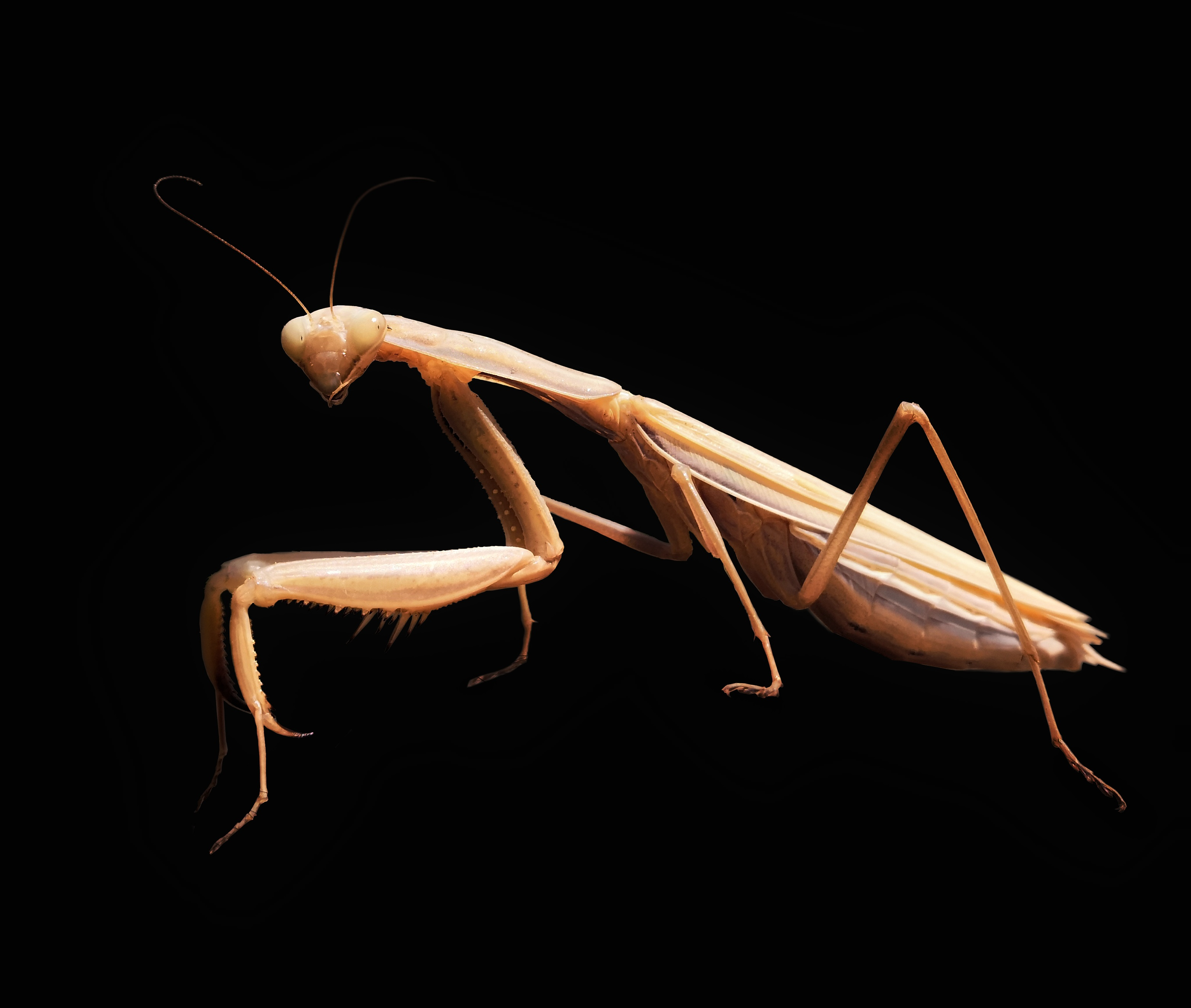
Mantis religiosa marrón hembra adulta
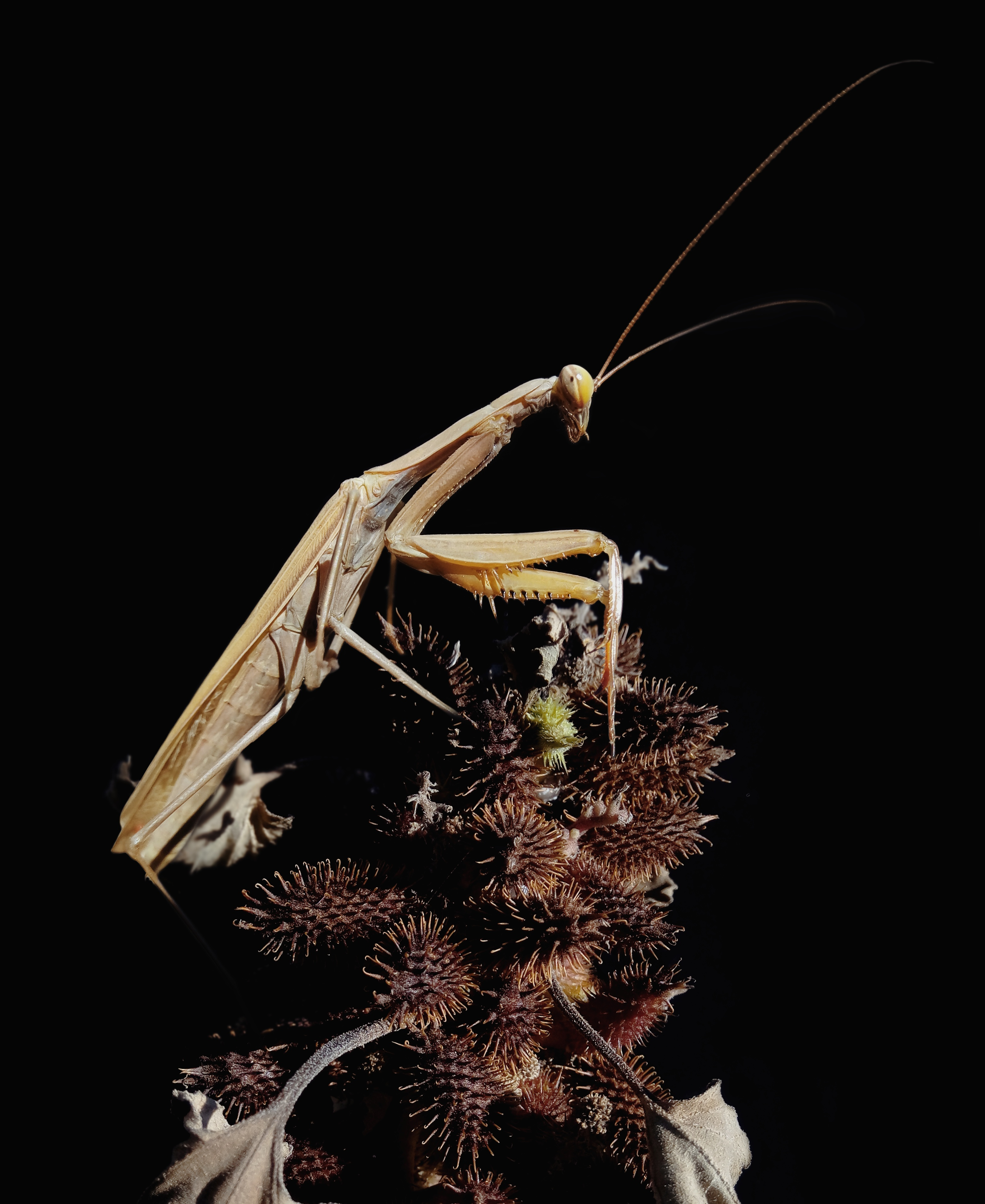
Mantis religiosa macho adulto marrón del norte de África